# Les Fantaisies amoureuses de Siegfried
Pour plus de détails, voir Fiche technique et Distribution.
Les Fantaisies amoureuses de Siegfried ou Voluptés nordiques (Siegfried und das sagenhafte liebesleben der Nibelungen) est un film allemand réalisé par Adrian Hoven, sorti en 1971.

## Fiche technique
- Titre original : Siegfried und das sagenhafte Liebesleben der Nibelungen
- Autre titre : Voluptés nordiques
- Réalisation : Adrian Hoven
- Séquences additionnelles (version américaine) : David F. Friedman
- Scénario : Fred Denger et Brigitte Parnitzke
- Photographie : Hannes Staudinger
- Musique : Daniele Patucchi
- Genre :
- Durée : 92 minutes

## Distribution
- Raimund Harmstorf : Siegfried
- Sybil Danning : Kriemhild
- Heidy Bohlen : Brunhild
- Carlheinz Heitmann : Gunther
- Peter Berling
- Rosemarie Heinikel